# Ostružiník ojíněný
Ostružiník ojíněný (Rubus occidentalis) je rostlina z rodu Rubus (ostružiník), ve volné přírodě vyskytující se na východě Severní Ameriky. Je to trnitý keř, který může být 2 až 3 metry vysoký. Plody ostružiníku ojíněného se nazývají černé maliny a jsou využívány v gastronomii (například na výrobu dezertů, marmelád nebo zmrzliny, případně se konzumují čerstvé). Jako černé maliny jsou nicméně označovány i plody příbuzného ostružiníku bělokorého (Rubus leucodermis). Vzhledem jsou černé maliny podobné ostružinám.

## Galerie

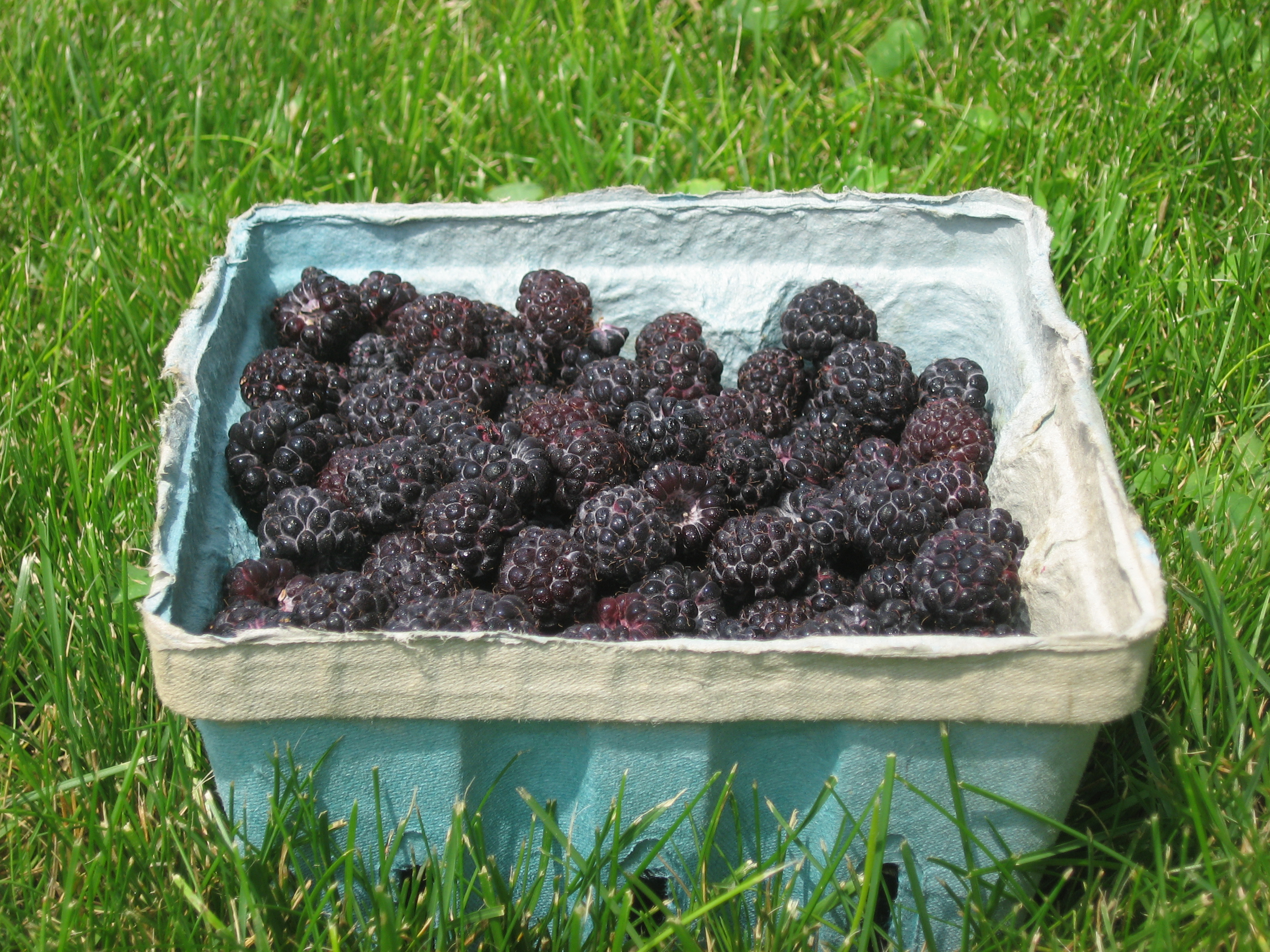
Nádoba s černými malinami
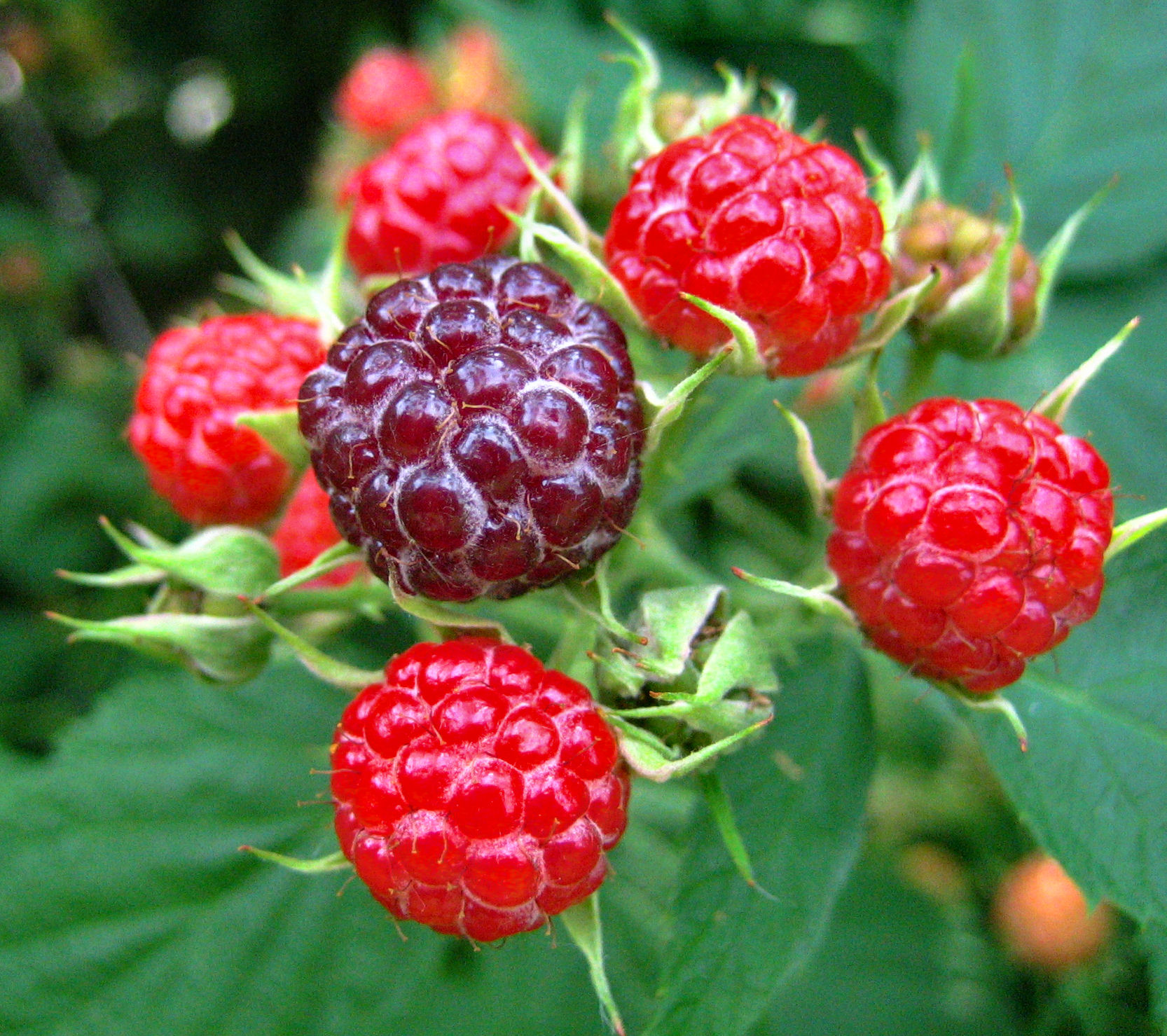
Nezralé černé maliny
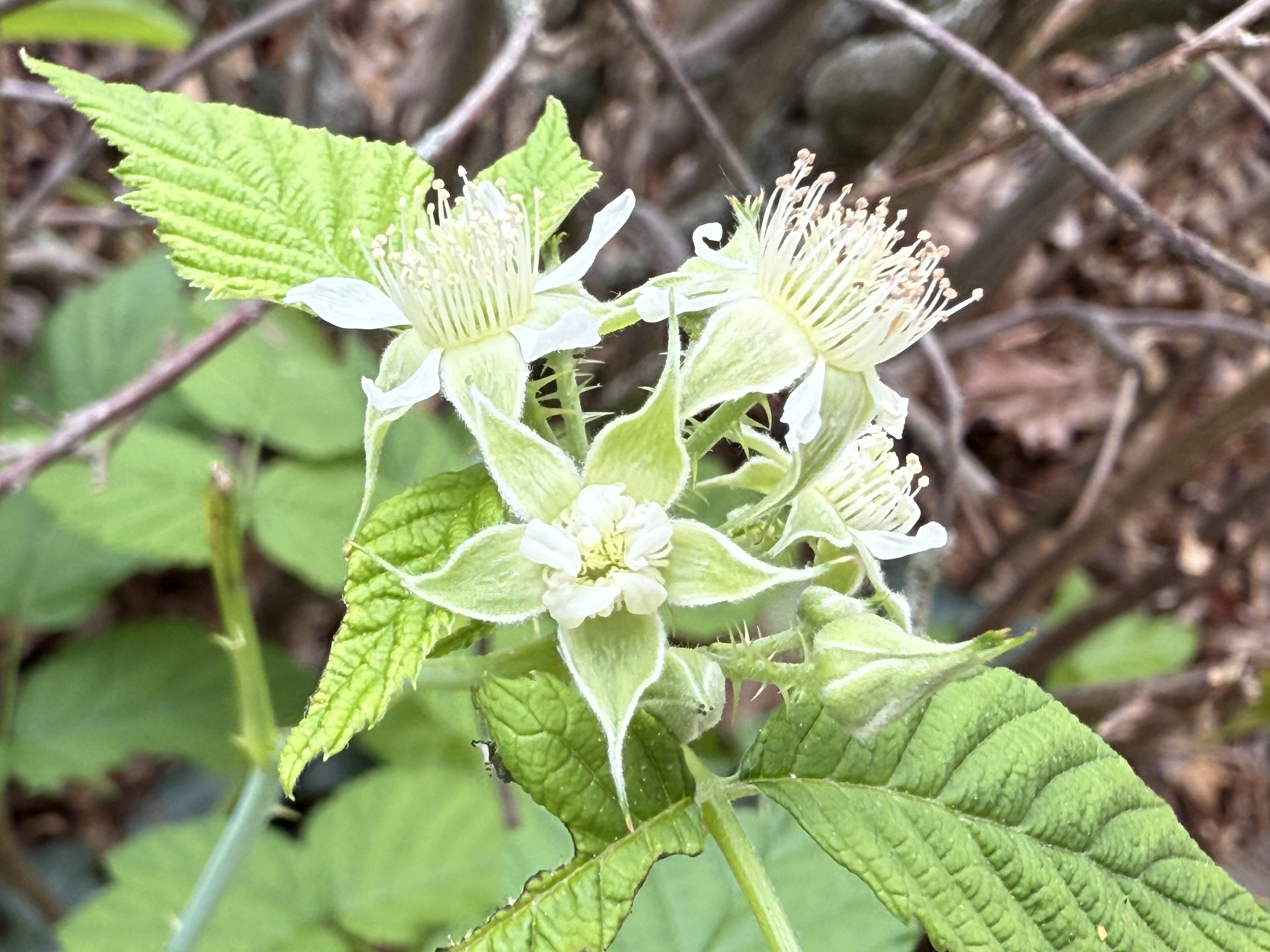
Květy